# Осно
Осно (Асно) — проточное озеро в Псковской области России. Располагается на территории Пустошкинского района. Относится к бассейну Великой. Исток реки Аснянка.
Озеро находится на высоте 191 м над уровнем моря, у деревни Печурки. Площадь водной поверхности — 55,3 га, общая — 55,4 га. Наибольшая глубина — 8,3 м, средняя — 4,5 м. Площадь водосборного бассейна — 10,44 км².
В ихтиофауне преобладают следующие виды рыб: щука, окунь, плотва, язь, линь, налим, ерш, красноперка, щиповка, верховка, вьюн, карась.
Код водного объекта в государственном водном реестре — 01030000111102000025427.